# Mohamed Konaté
Mohamed Konaté (Mali, 1992. október 20. –) mali válogatott labdarúgó, jelenleg a Renaissance de Berkane játékosa.

## Sikerei, díjai
Djoliba AC
- Mali bajnok (2): 2008–09, 2011–12
- Mali kupagyőztes (1): 2008–09